# Escola de samba virtual
Carnaval Virtual é uma manifestação carnavalesca surgida na década de 2000 no Brasil, onde aficionados por Carnaval se reuniram pela internet e criaram uma espécie de jogo no qual cada participante, ou grupo de participantes, deve gerenciar uma escola de samba virtual.
A literatura especializada consagra o termo Escola de Samba Virtual (ESV) à manifestação cibercultural que se fundamenta em traduzir elementos dos desfiles de escolas de samba reais em linguagem gráfica e na interatividade proporcionadas pelo ciberespaço, de forma contínua em comunidades virtuais, e cujo foco principal é a realização do campeonato anual de escolas de samba virtuais.
As agremiações virtuais não devem ser confundidas com outros tipos de agremiações carnavalescas diferentes das originais, como as escolas de samba de maquete, escolas de samba de enredo, escolas de samba do Habbo ou escolas de samba de Minecraft, que são manifestações carnavalescas virtuais que contam com dinâmica, regras e eventos particulares, mas não estão diretamente ligadas às ligas de competições de escolas de samba virtuais.

## História
As primeiras manifestações carnavalescas virtuais surgiram no Brasil na década de 1990. Acredita-se que a própria cobertura jornalística do carnaval real por veículos da internet tenha aberto as portas para debates teóricos online em fóruns, listas de e-mail e salas de bate-papo, e ao mesmo tempo assinalou desde o início a construção coletiva de uma simulação carnavalesca por pessoas de diversas regiões do Brasil.
Conforme o domínio das tecnologias digitais disponíveis veio aumentando, compositores e artistas idealizaram as simulações de desfiles de escolas de samba online de forma mais concreta, com ilustrações estáticas de fantasias e alegorias. Os participantes então criaram as chamadas escolas de samba virtuais e montaram um campeonato que, embora inspirado no desfile de escolas de samba reais, possui regras próprias. O termo “Carnaval Virtual” foi apresentado em um grupo de amigos liderado por Miguel Paul, que teve a ideia de criar "desfiles de escolas de samba na tela do computador", com os desenhos e sambas de enredo feitos por eles mesmos. As propostas iniciais eram de matar a saudade do carnaval no meio do ano, e colocar em prática algumas das ideias e projetos que as vezes lhes eram negadas ou mesmo inacessíveis nos barracões criativos do Carnaval Real. Em 2003 ocorreu o primeiro campeonato entre escolas de samba virtuais.
Com o tempo, os projetos foram se tornando cada vez mais complexos e ganhando mais simpatizantes. Com isso, ferramentas surgiram, as gravações dos sambas se profissionalizaram, desenhos foram ficando cada vez mais detalhados, e enredos mais pesquisados. Aos poucos os desfiles das agremiações virtuais se tornaram um laboratório, vitrine e berço de talentos, como intérpretes, compositores, carnavalescos e pesquisadores.

## Identidade
Do ponto de vista socioantropológico o Carnaval Virtual é considerado uma manifestação carnavalesca legítima, fruto das mudanças das práticas culturais e estilo de vida gerados pela internet, capaz de criar novas possibilidades para a perpetuação do próprio carnaval. Do ponto de vista da comunicação é considerado um jogo eletrônico de simulação da realidade.
Alguns autores sugerem que o Carnaval Virtual seria uma manifestação cultural que representa a ocupação do ciberespaço pela tradição carnavalesca que guarda paralelos com o fenômeno de redescoberta do carnaval de rua do Rio de Janeiro, em um momento no qual o espaço carnavalesco torna um importante fórum para discussões de natureza artística, histórica e política sobre a disputa da ocupação do espaço urbano.
As comunidades de Carnaval Virtual servem como uma forma contemporânea de perpetuar o carnaval brasileiro, sem as fronteiras físicas, levando a identidade cultural do Carnaval das Escolas de Samba para onde a Internet puder levar, de forma que a maioria dos participantes tem origem brasileira, mas há pessoas de diversos países envolvidas.

## Dinâmica
Não há restrições para participação no Carnaval Virtual. São bem-vindos amantes da folia de todas as idades, gêneros e região do país. Basta a vontade de integrar a folia virtual e seguir as orientações do Estatuto e Regulamento. Para criar uma agremiação, é obrigatória a formação de uma equipe mínima composta por presidente, intérprete e carnavalesco. As demais funções não são obrigatórias.
Ao longo do ano os usuários debatem assuntos específicos do carnaval. O desfile é visualizado devendo o usuário rolar o desfile com o mouse em sua tela de computador ou dispositivo móvel, enquanto escuta a transmissão do samba por uma rádio online. Os desenhos podem ser feitos manualmente com lápis e papel e depois escaneados ou desenhos feitos com softwares para design gráfico. O desfile virtual faz lembrar a apresentação audiovisual de croquis.
A interatividade entre usuários durante o desfile é mantida. Há um locutor que explica o enredo de cada escola. Os roteiros com detalhes de todo o desfile, com a descrição pormenorizada da concepção das imagens e composições musicais também são disponibilizados.
A classificação do campeonato se dá pela soma das notas atribuías pelo corpo de jurados em cinco quesitos: Enredo, Samba-enredo, Alegorias, Fantasias e Conjunto.

## Entidades organizadoras
LIESV é a sigla para Liga Independente das Escolas de Samba Virtuais. Realiza seus desfiles anualmente desde 2003. A partir de dissidentes da LIESV, foi criada a Virtuafolia, que não está mais em atividade.
Em 2016 foi formado, por dissidentes da LIESV e remanescentes da extinta Virtuafolia, a liga denominada Carnaval Virtual, investindo em experimentação de novas ferramentas de comunicação, julgamentos técnicos, estatutos e regulamentos mais detalhados. A logomarca da Carnaval Virtual foi criada pelo artista plástico e carnavalesco Jorge Silveira.
Ainda em 2016 foi criada a Liga Carnaval & Arte, que realiza seus concursos pela plataforma do whatsapp, e em 2021 as escolas filiadas participaram da Edição Especial feita pela Liga Carnaval Virtual em caráter comemorativo.

## Curiosidades
- Em 2018 o carnavalesco Jorge Silveira desenvolveu no carnaval carioca o enredo "Academicamente Popular", sobre os 200 anos de fundação da Escola de Belas Artes da UFRJ, para a escola de samba São Clemente. Foi a primeira vez que um mesmo enredo desenvolvido no carnaval virtual foi adaptado posteriormente para o carnaval real. Conforme exposto pelo próprio artista, em 2012 o enredo já havia sido desenvolvido na linguagem de desfile virtual.[17][18]
- Obteve destaque no Jornal Nacional em 2013 a contratação de Gabriel Haddad e Leonardo Bora como assistentes do carnavalesco Alexandre Louzada na Mocidade Independente.[19]
- A apuração do Carnaval Virtual 2017 ocorreu em 08/10/2017 na casa do carnavalesco Cid Carvalho, e contou com a presença de importantes nomes como Laíla, Jorge Silveira, Marquinhos e Giovana.[20]
- A XVI Mostra de Artes “Macacos”, ocorrida de 10 a 12 de novembro de 2015 na UERJ, exibiu parte do trabalho visual do carnavalesco Guilherme Estevão no Carnaval Virtual, reunindo alegorias e fantasias de desfiles da agremiação virtual Ponte Aérea, e se propôs a apresentar um pouco da arte desenvolvida pelos sambistas virtuais ao grande público.[21]
- A Caprichosos do Boa Vista, escola do carnaval real da cidade de Orlândia (SP) que enrolou seu pavilhão real em 2010, voltou à ativa por meio do Carnaval Virtual em 2016, mantendo seu registro original como Grêmio Recreativo Escola de Samba, sem acrescentar a palavra virtual, como as demais agremiações.[22]
- As três maiores escolas do carnaval virtual são: 1° Ponte Aérea: 3 Titulos, 1° Sociedade Águia Real: 3 Títulos e 2° Corações Unidos: 2 títulos. Sendo a mais velha a Águia Real das 3 escolas apresentadas na estatística.

## Profissionais revelados pelo Carnaval Virtual
O Carnaval real tem trazido para seus barracões alguns profissionais do Carnaval Virtual que se destacam nos desfiles. 
Como carnavalescos e figurinistas:
- Jorge Silveira[23][24]
- Edson Pereira[24][25]
- Gabriel Haddad e Leonardo Bora[24]
- Raphael Soares [26]
- Guilherme Estevão[24]
- Lucas Milato[24]
- Cezar Hokamura[27]
- Marcus Ferreira

Como compositores e cantores:
- Thiago Acácio
- Victor Raphael
- Rodrigo Raposa

Como enredistas e pesquisadores:
- Diego Araújo
- Wellington Kimerliene

## Lista de escolas de samba virtuais
- ACCESV Belas Artes
- AIRESV Unidos de Mesquita
- BVC Colorados do Samba
- GRCESV Ponte Aérea
- GRES Beija-Flor Pernambucana
- GRES Caprichosos do Boa Vista
- GRESV Acadêmicos da Asa Branca
- GRESV Acadêmicos da Tamarineira
- GRESV Acadêmicos de Madureira
- GRESV Acadêmicos do Sabiá
- GRESV Acadêmicos do Ritmo Celeste
- GRESV Altaneiros do Samba
- GRESV Apoteose
- GRESV Arautos do Cerrado
- GRESV Astro-Rei da Folia
- GRESV Corações Unidos
- GRESV Dom João
- GRESV Dragões Lendários
- GRESV Encantados da Serra
- GRESV Estrela Dalva
- GRESV Estrela Guia
- GRESV Filhos do Tigre
- GRESV Ilu-Ayê
- GRESV Imperatriz Itaocarense
- GRESV Imperiais de Madureira
- GRESV Imperiais do Samba
- GRESV Império da Carlota
- GRESV Império da Fênix
- GRESV Império da Praça XI
- GRESV Império de Niterói
- GRESV Império do Rio Belo
- GRESV Império Iguaçuano
- GRESV Malandros
- GRESV Mocidade Falangeira da Curimba
- GRESV Morro do Esplendor
- GRESV Pau no Burro
- GRESV Peixe Vagabundo
- GRESV Primeira Estação do Samba
- GRESV Recanto do Beija-flor
- GRESV República das Ungidas
- GRESV Samambaia Guerreira
- GRESV Serpente de Ouro
- GRESV União da Gávea
- GRESV União de Sepetiba
- GRESV Unidos de Franco da Rocha
- GRESV Valongo
- GRESV Veados Comunistas
- GRESV Vira-Lata
- GRESVM Mocidade Negra
- SCESV Folguedo Caipira
- Sociedade Águia Real
- SRESV Império do Progresso

## Resultados
Carnaval Virtual 2018
| Grupo Especial 2018 | Grupo Especial 2018        | Grupo Especial 2018 | Grupo Especial 2018 |
| Posição             | Agremiação                 | Pontuação           | Enredo |
| ------------------- | -------------------------- | ------------------- | --- |
| 01                  | Império do Progresso       | 149,5               | És Tu, Mulher… |
| 02                  | Bohêmios Samba Club        | 149,4               | Hoje tem sambada! A Bohêmios anuncia, no galope da pisada, segue o banco no baião, levanta a poeira na roda, que o Cavalo Marinho, meu povo, vai além da madrugada! |
| 03                  | Mocidade                   | 149,4               | Tambores da Velha Serra |
| 04                  | Flor de Lótus              | 149,4               | Padma Lótus, a Divina Flor |
| 05                  | Escola Virtual da Amazônia | 149,0               | Voltei, Pernambuco! |
| 06                  | Império do Rio Belo        | 149,0               | Laroyê Exu |
| 07                  | Acadêmicos do Setor 1      | 148,9               | Fordlândia |
| 08                  | Ponte Aérea                | 148,8               | É por amor a essa pátria que a gente segue na fileira |
| 09                  | Imperiais do Samba         | 148,3               | ANANSI – Um novo Itã à humanidade |
| 10                  | União da Gávea             | 147,7               | Elza Soares: A mulher do fim do mundo desperta o poder feminino! |
| 11                  | Recanto do Beija-flor      | 146,8               | Baquaqua – Visões da Liberdade |
| 12                  | Dragões Lendários          | 146,6               | Histórias de dragões |
| 13                  | Arranco da FGAF            | 146,4               | Outra vez na passarela, o mundo inteiro espera pra ver a Ilha passar… Segura a marimba!                                                                             |
| 14                  | Corações Unidos            | 145,9               | A vida é pra celebrar! Um mundo em festa! |
| 15                  | Morro do Esplendor         | 145,8               | Jorge Ben Jor – O Poeta Urbano e Suburbano |
| 16                  | Caprichosos do Boa Vista   | 145,7               | Inezita, Menina da Cidade, Caipira de Coração |

| Grupo de Acesso 2018 | Grupo de Acesso 2018      | Grupo de Acesso 2018 | Grupo de Acesso 2018                                              |
| Posição              | Agremiação                | Pontuação            | Enredo                                                            |
| -------------------- | ------------------------- | -------------------- | ----------------------------------------------------------------- |
| 01                   | Império da Praça XI       | 148,9                | Magno                                                             |
| 02                   | Imperatriz Itaocarense    | 148,6                | O Reino dos dois Irmãos                                           |
| 03                   | Bambas de Ouro            | 148,4                | A farra do boi voador                                             |
| 04                   | Sociedade Águia Real      | 148,4                | Baroque Brasiliensis – Uma história esculpida em ouro             |
| 05                   | Império do Samba          | 148,2                | Ananas comosus – Uma Realeza Tropical                             |
| 06                   | Nobreza da Baixada        | 148,1                | Dos mitos, lendas e crendices – Floripa: a Ilha da Magia          |
| 07                   | Império de Niteroi        | 147,9                | A Pedra do Reino                                                  |
| 08                   | Império da Fênix          | 147,9                | O Português Submerso – Santa Rosa                                 |
| 09                   | Estrela Guia              | 147,3                | O Rei da Praia                                                    |
| 10                   | Arautos do Cerrado        | 147,2                | Arautos festeja o ano inteiro os folguedos do folclore brasileiro |
| 11                   | Império da Carlota        | 145,7                | Mistérios da Fé na Ordem do templo                                |
| 12                   | Curral das Éguas          | 145,3                | Nfa Mansa! O apogeu mandiga no Império Mali                       |
| 13                   | Ungidas                   | 144,8                | Marcha da consciência branca: e se fosse com você?                |
| 14                   | Deixa de Truque           | 144,7                | As Divinas Águas De Um Caminho Que Mais Parece o Paraíso          |
| 15                   | Filhos do Tigre           | 144,2                | Que felicidade, que alegria!                                      |
| 16                   | Unidos de Vila Betânia    | 144,2                | Elza Soares: Do Planeta Fome à Mulher do fim do Mundo!            |
| 17                   | Simpatia Real             | 142,6                | Os Caminhos que levam ao mar, é o meu caminho                     |
| 18                   | Unidos de Franco da Rocha | 139,2                | Portela, O Esplendor da Águia Guerreira no Carnaval               |
| 19                   | Independentes             | 135,8                | Naminsky, Obí Alagbara, Obí Omaran                                |

Carnaval Virtual 2017
| Grupo Especial | Grupo Especial             | Grupo Especial |
| Posição        | Escola de Samba Virtual    | Pontuação      |
| -------------- | -------------------------- | -------------- |
| 01             | Mocidade                   | 99,8           |
| 02             | Acadêmicos do Setor 1      | 99,8           |
| 03             | Flor de Lótus              | 99,7           |
| 04             | Bohemios Samba Club        | 99,4           |
| 05             | Escola Virtual da Amazônia | 99,3           |
| 06             | Império do Progresso       | 99,1           |
| 07             | Ponte Aérea                | 98,7           |
| 08             | União da Gávea             | 98,3           |
| 09             | Imperiais do Samba         | 97,9           |
| 10             | Recanto do Beija-flor      | 97,9           |
| 11             | Caprichosos do Boa Vista   | 97,8           |
| 12             | Dragões Lendários          | 97,4           |
| 13             | Rosa Vermelha              | 96,7           |
| 14             | Apoteose                   | 96,6           |
| 15             | Bambas de Ouro             | 95,5           |

Grupo de Acesso
1 – Império do Rio Belo 99,6 (Campeã e promovida ao grupo Especial)
2 – Corações Unidos 99,1 (promovida ao Grupo Especial)
3 – Arranco da FGAF 99,0 (promovida ao Grupo Especial)
4 – Morro do Esplendor 98,4 (promovida ao Grupo Especial)
5 – Deixa de Truque 98,3
6 – Sociedade Águia Real 97,9
7 – Imperatriz Itaocaense 97,9
8 – Independentes 97,5
9 – Império do Samba 97,5
10 – Império da Fênix 97,3
11 – Arautos do Serrado 96,9
12 – Estrela Guia 96,1
13 – Império da Carlota 95,4
14 – Curral das Éguas 95,2
15 – Independentes do Cacuia 94,9
16 – Herdeiros do Samba 94,6
17 – Império de Niterói 94,4
18 – Unidos de Franco da Rocha 93,9
19 – Cidade do Samba 93,5
20 – Império da Praça XI 92,9
21 – Dragões do Rio de Janeiro 92,2

Carnaval Virtual 2016
Em construção.